# 苏家屯墓群
苏家屯墓群，位于中国吉林省梨树县孟家岭镇苏家屯，为一个省级文物保护单位，类型为古墓葬，公布时间为2007年5月31日。该文物保护单位由梨树县文管所管理。
苏家屯墓群的历史年代为战国。